# Гуревич Лев Емануїлович
Лев Емануїлович Гуревич (рос. Гуревич Лев Эммануилович,  14 червня 1904 – 28 червня 1990) — фізик-теоретик і астроном, основоположник радянської школи фізичної кінетики. Автор першої в світовій літературі книжки, в котрій фізична кінематика була представлена як окремий розділ теоретичної фізики. Професор (1946).

## Біографія
Лев Гуревич народився 14 червня 1904 року в Парижі в сім'ї професійного революціонера і журналіста Е.Л. Гуревича.
Закінчив Ленінградський політехнічний інститут з дипломом інженера-електрика.
Ще з 1926 року, будучи студентом — характерний для того часу парадокс — Лев розпочав викладацьку діяльність Гірному інституті.
В 60-их року Гуревич створив у Фізтеху (Московський фізико-технічний інститут) досить активну космологічну школу, яскравим досягненням якої стала теорія первинного вакуумного стану Всесвіту.

## Внесок в науку
В області фізики твердого тіла найвідоміший цикл його робіт присвячений ефекту захоплення електронів фононами (1940). Він вперше вказав, що цілий ряд кінетичних ефектів в металах і напівпровідниках за великим рахунком визначаються «фононним вітром», тобто тим фактом, що фононна система перебуває в незбалансованому стані. Згодом показав, що фононна незбалансованість другого типу («розігрів фононів») відіграє важливу роль в проблемі «гарячих» електронів у напівпровідниках. 
Великий цикл праць Гуревича присвячений всебічному дослідженню хвиль і  нестійкостей у твердих тілах. Відкрив нові типи хвиль в напівпровідниках і металах, котрі можуть існувати і утворюватися в нерівноважних умовах. Одне з найяскравіших явищ – термомагнітні хвилі, що виникають в провідниках при наявності градієнта температури.
В серії робіт 1945-1950 років, виконаних частково спільно з О. Г. Лебединським, висунув ряд нових фізичних ідей, завдячуючи яким вдалося розвинути і конкретизувати теорію ранніх стадій формування Сонячної системи в ході процесу гравітаційної конденсації.
Довів можливість повторних термоядерних вибухів у тонких зоряних оболонках (1947–1954). Розробив теорію первинного космологічного вакууму (1975). 

### Книжки
- Фізична кінетика - (1940)[1];
- Загальна теорія відносності після Ейнштейна - Знання:Москва, 1972 - 64с. (Разом з Ерастом Борисовичем Глінером)